# Maximilien-Louis Bourgeois
Maximilien-Louis Bourgeois (París, 11 de febrero de 1839 - París., 1901) fue un grabador medallista y escultor francés. 